# فرانسوا فابر
فرانسوا فابر (بالفرنسية: François Faber)‏ ولد بتاريخ 26 يناير 1887 في فرنسا، وتوفي في 9 مايو 1915، كان دراج فرنسي في صنف سباق الدراجات على الطريق.

## سجل النتائج

### سباقات أو مراحل فاز بها
- طواف فرنسا

## روابط خارجية
- فرانسوا فابر على موقع أرشيف الدراجات (الإنجليزية)
- فرانسوا فابر على موقع إحصائيات الدراجات الإحترافية (الإنجليزية)
- فرانسوا فابر على موقع CycleBase (الإنجليزية)